# Bousine
La bousine est une petite cornemuse sans bourdon, du sud de la Normandie, peut-être arrivée d'Islande au XIIIe siècle. 
Bousine (attesté dans La Chanson de Roland vers 1100) signifiait à l'origine « trompette, instrument à vent ». 
Le mot remonte au latin bucina « cornet de bouvier » « trompette » (cf. buccin), peut-être croisé avec un mot d'origine germanique de la famille du néerlandais buis et flamand buyse « tube, tuyau ».
Le terme est aussi attesté sous la forme bousine ou bouzine en gallo au sens de « vessie d'un animal » par analogie et en angevin au sens de « cornemuse ».
Elle fait aussi partie de la famille des cornemuses normandes, avec la loure et la haute loure.